# Stadio Sausalito
Lo Stadio Sausalito (in spagnolo Estadio Sausalito) è uno stadio calcistico di Viña del Mar, in Cile. Ha una capienza di 23 423 spettatori ed è stato costruito nel 1929. È utilizzato prevalentemente dalla squadra locale, il CD Everton.
Ha ospitato alcune partite del campionato mondiale di calcio in occasione di Cile 1962 e della Coppa America nel 1991 e nel 2015.

## Incontri del campionato mondiale di calcio 1962
- Brasile -  Messico 1-1 (Gruppo 3) il 30 maggio
- Cecoslovacchia -  Spagna 1-0 (Gruppo 3) il 31 maggio
- Brasile -  Cecoslovacchia 0-0 (Gruppo 3) il 2 giugno
- Spagna -  Messico 1-0 (Gruppo 3) il 3 giugno
- Brasile -  Spagna 2-1 (Gruppo 3) il 6 giugno
- Messico -  Cecoslovacchia 3-1 (Gruppo 3) il 7 giugno
- Brasile -  Inghilterra 3-1 (Quarti di finale) il 10 giugno
- Cecoslovacchia -  Jugoslavia 3-1 (Semi-finali) il 13 giugno